# Vũ Anh Tuấn
Vũ Anh Tuấn (sinh ngày 15 tháng 9 năm 1987 tại thành phố Pleiku, tỉnh Gia Lai), là một cầu thủ bóng đá chuyên nghiệp người Việt Nam hiện đang thi đấu ở vị trí tiền vệ cho câu lạc bộ Thành phố Hồ Chí Minh.